# 연문진
연문진(燕文進, ?~?)은 백제 무왕(武王) 때의 대신으로, 대성팔족(大姓八族) 중의 하나인 연씨(燕氏) 출신 귀족이다.

## 생애
한솔을 지냈다.
475년, 고구려 장수왕으로 인해 백제의 수도 한성이 함락되어 웅진으로 천도한 뒤부터 백제의 중앙직에 본격적으로 진출한 연씨(燕氏) 출신 인물이다.
607년(무왕 8년) 3월에 수나라에 사신으로 파견되었다. 이어서 파견된 왕효린이 고구려를 칠것을 요청한 것과 연씨세력이 군사적 임무를 수행하고 있었던 점을 떠올린다면, 연문진은 고구려에 대한 수나라의 군사적 입장을 살피기 위해 먼저 파견되었던 것으로 추정할 수 있다.